# Julian Swann
Julian Swann est un historien britannique et universitaire, membre de la Royal Historical Society et professeur enseignant le début de l'histoire moderne à Birkbeck, Université de Londres, depuis 1989. 

## Écrivain
Swann a écrit plusieurs livres sur la monarchie française et la politique, y compris La Politique et le Parlement de Paris, 1754-1774 (Cambridge, 1995), Provincial de la Puissance et de la Monarchie Absolue. Les états Généraux de Bourgogne, 1661-1790 (Cambridge, 2003) et La Crise de la Monarchie Absolue: la France D'Ancien Régime à la Révolution (Paris, 2013), coédité avec Joël Félix,. La Politique et le Parlement de Paris, 1754-1774 accorde une attention particulière au gouvernement de Louis XV et comment le parlement et la monarchie interagissent au cours de la révolution judiciaire du chancelier de Maupeou en 1771.
Swann est membre de la Royal Historical Society et la Historical Association.

## Honneurs
Il est chevalier de l'Ordre des Palmes Académiques françaises.